# John Marston
John Marston (křtěn 7. října 1576, Coventry – 25. června 1634, Londýn) byl anglický básník a dramatik pozdní renesance (období tzv. alžbětinského divadla).

## Život
Marston by synem právníka a sám vystudoval práva a teologii na Oxfordské univerzitě a společně se svým otcem působil jako právník v londýnském Middle Temple, kde si kancelář podržel až do roku 1606). Brzy se však začal věnovat literatuře. Jeho prvními díly byly v roce 1598 dvě básnické knihy. První se jmenovala The Metamorphosis of Pigmalions Image and certaine Satyres (Proměna Pygmalionovy sochy a některé Satiry), kde titulní dílo je erotická báseň, a druhá je sbírka satirických básní The Scourge of Villanie (Metla na darebáky). Obě dvě knihy byly odsouzeny od tehdejších vlivných náboženských autorit a na příkaz arcibiskupa z Canterbury veřejně spáleny.
Poté začal působit jako dramatik pro impresária Philipa Henslowa (1550–1616) a napsal několik divadelních her. Jeho spory s Benem Jonsonem v tzv. válce divadel (nebo také válce básníků), která probíhala v letech 1599–1602, vedly až k jeho zesměšnění v Jonsonově hře Poetaster (1601, Veršotepec). Později se oba dramatici zase spřátelili a napsali ještě společně s Georgem Chapmanem komedii Eastward Hoe! (16051605, Na východ!), která vyvolala skandál pro údajnou urážku krále Jakuba I. protiskotskými výroky (autoři byli dokonce načas uvězněni a propuštěni až na přímluvu vlivných známých). Roku 1608 by Marston uvězněn podruhé (důvod není dnes zcela známý). Vzdal se pak své divadelní činnosti, prodal svůj podíl ve společnosti The Blackfriars (U černých bratří) a začal opět studovat. Roku 1609 byl vysvěcen na kněze a působil pak jako duchovní v Hampshire.

## Dílo
- The Metamorphosis of Pigmalions Image and certaine Satyres (1598, Proměna Pigmalionovy sochy a některé Satyry), sbírka básní,
- The Scourge of Villanie (1598, Metla na darebáky), sbírka satirických básní,
- Histriomastix (1599), tiskem 1610, alegorická hra o lidské povaze kritizující pýchu, nenasytnost a lenost.
- Jack Drum's Entertainment (asi 1599), tiskem 1616, komedie,
- Antonio and Mellida (asi 1599, Antonio a Mellida), tragédie,
- Antonio's Revenge (1600, Antoniova pomsta), tragédie msty, pokračování Antonia a Mellidy,
- What You Will (1601, Co budete), tiskem 1607, komedie soustřeďující se na vztah mezi dvěma soupeřícími básníky, zahořklým misantropem a velkorysým epikurejcem.
- The Malcontent (1604, Nespokojenec), společně s Johnem Websterem, tragikomedie ovlivněná Shakespearovým Hamletem.
- Eastward Hoe! (1605, Na východ!) společně s Benem Johnsonem a Georgem Chapmanem, komedie,
- The Dutch Courtezan (1605, Holandská kurtizána), komedie,
- Parasitaster, or The Fawn (1606), komedie,
- The Wonder of Women (1606, tragédie,
- The Entertainment at Ashby (1607), maska,
- The Insatiate Countesse (1608), tiskem 1613, tragédie.

## Česká vydání
- Nespokojenec, Dilia, Praha 1977, přeložil Zdeněk Hron